# Franco Migliacci

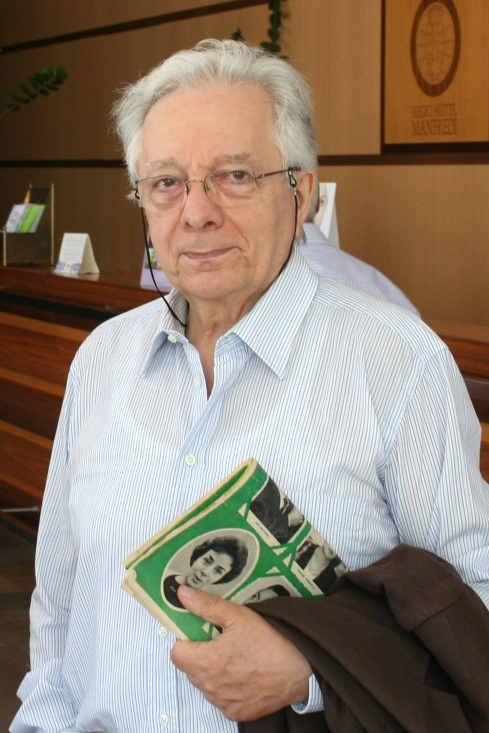
Franco Migliacci, 2010

Franco Migliacci (* 28. Oktober 1930 in Mantua als Francesco Migliacci; † 15. September 2023 in Rom) war ein italienischer Liedtexter, Musikproduzent und Schauspieler sowie Illustrator.

## Leben
Migliacci studierte in Florenz, wohin sein Vater, ein Militäroffizier, versetzt worden war. Er entdeckte seine Leidenschaft für die schönen Künste und nahm zunächst Schauspielunterricht. 1952 gewann er einen Filmpreis für junge Talente, der ihm eine Rolle in einem Nino-Taranto-Film einbrachte. Er übernahm in Rom zahlreiche kleine Aufträge für Film, Fernsehen, Werbung, Synchronisation und Theater. Nach einer Zeit, in der er für Comics schrieb, lernte er Domenico Modugno kennen, mit dem er über Jahrzehnte künstlerisch verbunden blieb.
1957 entstand mit Modugno der Welterfolg Nel blu, dipinto di blu, mit dem sie zunächst das Sanremo-Festival 1958 gewinnen konnten und anschließend für Italien den dritten Platz beim Eurovision Song Contest erreichten. Auch in den USA wurde das Lied ein Nummer-eins-Hit und konnte bei den Grammy Awards 1959 gleich beide Hauptkategorien, Single des Jahres und Song des Jahres, für sich entscheiden. Es wurde später vielfach gecovert und gilt mit über 22 Millionen verkauften Schallplatten als die erfolgreichste italienische Single aller Zeiten.
Neben zahlreichen anderen Liedern schrieb er auch für Filme. Auch als Illustrator blieb er vielbeschäftigt.
Er starb am 15. September 2023 in Rom.

## Filmografie (Auswahl)
- 1952: Carica eroica
- 1953: Römischer Reigen (Villa Borghese)
- 1954: Kanaille von Catania (L’arte di arrangiarsi)
- 1958: Dieb hin, Dieb her (Ladro lui, ladra lei)
- 1958: Liebe als Alibi (Nel blu dipinto di blu (Volare))